# Mjøndalen Idrettsforening 1992
Questa pagina raccoglie i dati riguardanti il Mjøndalen Idrettsforening nelle competizioni ufficiali della stagione 1992.

## Stagione
Il Mjøndalen chiuse la stagione all'ultimo posto finale, che costrinse la squadra alla retrocessione. L'avventura in Coppa di Norvegia si concluse ai quarti di finale, a causa dell'eliminazione da parte del Viking. I calciatori più utilizzati in campionato furono Henning Friise ed Espen Jon Palm, con 22 presenze ciascuno. Il miglior marcatore fu invece Per Ivar Fornes, con 9 reti all'attivo.

## Rosa
| N. |                     | Ruolo | Calciatore            |
| -- | ------------------- | ----- | --------------------- |
|    | Norvegia (bandiera) | P     | Henning Friise        |
|    | Norvegia (bandiera) | P     | Thor Christian Nilsen |
|    | Norvegia (bandiera) | D     | Henning Bakken        |
|    | Norvegia (bandiera) | D     | Yngve Helmersen       |
|    | Norvegia (bandiera) | D     | Kai Petter Johansen   |
|    | Norvegia (bandiera) | D     | Lars Lenes Johansen   |
|    | Norvegia (bandiera) | C     | Herman Ekeberg        |
|    | Norvegia (bandiera) | C     | Rune Engan            |
|    | Norvegia (bandiera) | C     | Morten Eriksen        |
|    | Ghana (bandiera)    | C     | James Essien Etukebe  |
|    | Norvegia (bandiera) | C     | Jørn Gunnar Gruer     |
|    | Norvegia (bandiera) | C     | Marius Heiberg        |

| N. |                     | Ruolo | Calciatore           |
| -- | ------------------- | ----- | -------------------- |
|    | Norvegia (bandiera) | C     | Jone Hesjedal        |
|    | Norvegia (bandiera) | C     | Stig Marvin Jensen   |
|    | Ungheria (bandiera) | C     | Bálint Miskovicz     |
|    | Norvegia (bandiera) | C     | Lars Vestrum Olsson  |
|    | Norvegia (bandiera) | C     | Svein Erik Pettersen |
|    | Norvegia (bandiera) | C     | Pål Skistad          |
|    | Norvegia (bandiera) | C     | Roger Wernersen      |
|    | Francia (bandiera)  | A     | Thierry Kopp         |
|    | Norvegia (bandiera) | A     | Per Ivar Fornes      |
|    | Norvegia (bandiera) | A     | Per Terje Markussen  |
|    | Norvegia (bandiera) | A     | Espen Jon Palm       |

## Risultati

### Eliteserien

#### Girone di andata
| Arbitro: | Kjelbrott |

|  |           |                        |
|  | Marcatori | 9’ Martinsen 22’ Sunde |

| Arbitro: | Haugstad |

|            |           |  |
| Sundby 85’ | Marcatori |  |

| Arbitro: | Hermansen |

|  |           |                |
|  | Marcatori | 47’ Andreassen |

| Arbitro: | Kronborg |

|              |           |  |
| Dahle 6’, 8’ | Marcatori |  |

| Arbitro: | Bondal |

|  |           |             |
|  | Marcatori | 85’ Sørloth |

| Arbitro: | Hollung |

|            |           |             |
| Fornes 34’ | Marcatori | 7’ Helgesen |

| Arbitro: | Pedersen |

|                              |           |               |
| Sætre 23’ Solbakken 84’, 90’ | Marcatori | 12’ Markussen |

| Arbitro: | Hauge (Bergen) |

|  |           |                                    |
|  | Marcatori | 7’, 30’, 48’ Nysæther 78’ Pedersen |

| Arbitro: | Olsen (Kristiansand) |

|                                              |           |            |
| Tønnessen 14’ Eftevaag 18’, 87’ Bjønsaas 50’ | Marcatori | 10’ Olsson |

| Arbitro: | Hollung |

|                          |           |                         |
| Wernersen 56’ Fornes 82’ | Marcatori | 3’ Mellemstrand 17’ Bøe |

| Arbitro: | Pedersen |

|                       |           |  |
| Holter 33’ Morley 36’ | Marcatori |  |

#### Girone di ritorno
| Arbitro: | Hollung |

|                                                          |           |                        |
| Kaasa 23’, 37’ Riisnæs 24’, 71’ Bergman 79’ Sanderud 86’ | Marcatori | 7’ Fornes 21’ Hesjedal |

| Arbitro: | Nervik |

|  |           |                      |
|  | Marcatori | 27’ Dybwad-Olsen jr. |

| Arbitro: | Haugstad |

|  |           |                            |
|  | Marcatori | 13’, 88’ Fornes 87’ Olsson |

| Arbitro: | Singsaas |

|  |           |                                           |
|  | Marcatori | 7’ Dahle 40’ Rudi 87’ Sundgot ?’ (aut.) ? |

| Arbitro: | Hauge (Bergen) |

|               |           |                       |
| Nordfjærn 48’ | Marcatori | 4’ Hesjedal 5’ Fornes |

| Arbitro: | Kronborg |

|        |           |  |
| Øy 74’ | Marcatori |  |

| Arbitro: | Halle (Molde) |

|                              |           |                           |
| Fornes 4’, 28’ Wernersen 34’ | Marcatori | 21’ Svorkmo 47’ Solbakken |

| Arbitro: | Hollung |

|                 |           |                    |
| Gulbrandsen 79’ | Marcatori | 70’ Engan 81’ Palm |

| Arbitro: | Johannessen |

|              |           |  |
| Hesjedal 48’ | Marcatori |  |

| Arbitro: | Nervik |

|                          |           |            |
| Fjetland 8’ Meinseth 35’ | Marcatori | 43’ Fornes |

| Arbitro: | Haugstad |

|            |           |             |
| Friise 68’ | Marcatori | 28’ Hansson |

### Coppa di Norvegia
|  | Falk | 1 – 2 | Mjøndalen |  |

|  | Pors | 2 – 7 | Mjøndalen |  |

|  | Mjøndalen | 4 – 1 | Eik-Tønsberg |  |

|  | Mjøndalen | 1 – 0 | Stjørdals-Blink |  |

|  | Viking | 2 – 0 | Mjøndalen |  |

## Statistiche

### Statistiche di squadra
| Competizione      | Punti | In casa | In casa | In casa | In casa | In casa | In casa | In trasferta | In trasferta | In trasferta | In trasferta | In trasferta | In trasferta | Totale | Totale | Totale | Totale | Totale | Totale | DR  |
| Competizione      | Punti | G       | V       | N       | P       | Gf      | Gs      | G            | V            | N            | P            | Gf           | Gs           | G      | V      | N      | P      | Gf     | Gs     | DR  |
| ----------------- | ----- | ------- | ------- | ------- | ------- | ------- | ------- | ------------ | ------------ | ------------ | ------------ | ------------ | ------------ | ------ | ------ | ------ | ------ | ------ | ------ | --- |
| Eliteserien       | 18    | 11      | 2       | 3       | 6       | 8       | 19      | 11           | 3            | 0            | 8            | 12           | 23           | 22     | 5      | 3      | 14     | 30     | 53     | -23 |
| Coppa di Norvegia | -     | 2       | 2       | 0       | 0       | 5       | 1       | 3            | 2            | 0            | 1            | 9            | 5            | 5      | 4      | 0      | 1      | 14     | 6      | +8  |
| Totale            | -     | 13      | 4       | 3       | 6       | 13      | 20      | 14           | 5            | 0            | 9            | 21           | 28           | 27     | 9      | 3      | 15     | 44     | 59     | -15 |

### Statistiche dei giocatori
| Giocatore    | Eliteserien | Eliteserien | Coppa di Norvegia | Coppa di Norvegia | Totale   | Totale |
| Giocatore    | Presenze    | Reti        | Presenze          | Reti              | Presenze | Reti   |
| ------------ | ----------- | ----------- | ----------------- | ----------------- | -------- | ------ |
| H. Bakken    | 16          | 0           | ?                 | ?                 | 16+      | 0+     |
| H. Ekeberg   | 8           | 0           | ?                 | ?                 | 8+       | 0+     |
| R. Engan     | 14          | 1           | ?                 | ?                 | 14+      | 1+     |
| M. Eriksen   | 7           | 0           | ?                 | ?                 | 7+       | 0+     |
| J. Etukebe   | 1           | 0           | ?                 | ?                 | 1+       | 0+     |
| P. Fornes    | 20          | 9           | ?                 | ?                 | 20+      | 9+     |
| H. Friise    | 22          | 1           | ?                 | ?                 | 22+      | 1+     |
| J. Gruer     | 21          | 0           | ?                 | ?                 | 21+      | 0+     |
| M. Heiberg   | 6           | 0           | ?                 | ?                 | 6+       | 0+     |
| Y. Helmersen | 9           | 0           | ?                 | ?                 | 9+       | 0+     |
| J. Hesjedal  | 16          | 3           | ?                 | ?                 | 16+      | 3+     |
| S. Jensen    | 20          | 0           | ?                 | ?                 | 20+      | 0+     |
| K. Johansen  | 8           | 0           | ?                 | ?                 | 8+       | 0+     |
| L. Johansen  | 1           | 0           | ?                 | ?                 | 1+       | 0+     |
| T. Kopp      | 2           | 0           | ?                 | ?                 | 2+       | 0+     |
| P. Markussen | 20          | 1           | ?                 | ?                 | 20+      | 1+     |
| B. Miskovicz | 9           | 0           | ?                 | ?                 | 9+       | 0+     |
| T. Nilsen    | 1           | 0           | ?                 | ?                 | 1+       | 0+     |
| L. Olsson    | 13          | 2           | ?                 | ?                 | 13+      | 2+     |
| E. Palm      | 22          | 1           | ?                 | ?                 | 22+      | 1+     |
| S. Pettersen | 10          | 0           | ?                 | ?                 | 10+      | 0+     |
| P. Skistad   | 21          | 0           | ?                 | ?                 | 21+      | 0+     |
| R. Wernersen | 14          | 2           | ?                 | ?                 | 14+      | 2+     |